# Кіддер (Південна Дакота)
Кіддер (англ. Kidder) — переписна місцевість (CDP) в США, в окрузі Маршалл штату Південна Дакота. Населення — 25 осіб (2020).

## Географія
Кіддер розташований за координатами 45°52′54″ пн. ш. 97°42′50″ зх. д. / 45.88167° пн. ш. 97.71389° зх. д. (45.881710, -97.713849).  За даними Бюро перепису населення США в 2010 році переписна місцевість мала площу 0,62 км², уся площа — суходіл.

## Демографія
Згідно з переписом 2010 року, у переписній місцевості мешкало 57 осіб у 25 домогосподарствах у складі 16 родин. Густота населення становила 93 особи/км².  Було 28 помешкань (45/км²).
Расовий склад населення:
| - 100,0 % — білих |

До двох чи більше рас належало 0,0 %. Частка іспаномовних становила 0,0 % від усіх жителів.
За віковим діапазоном населення розподілялося таким чином: 22,8 % — особи молодші 18 років, 52,6 % — особи у віці 18—64 років, 24,6 % — особи у віці 65 років та старші. Медіана віку мешканця становила 35,5 року. На 100 осіб жіночої статі у переписній місцевості припадало 128,0 чоловіків;  на 100 жінок у віці від 18 років та старших — 158,8 чоловіків також старших 18 років.
Цивільне працевлаштоване населення становило 0 осіб. 